# Теодор Мацапула
Теодор Мацапула ВС (хресне ім'я Андрій; нар. 21 серпня 1981, с. Крилос, Івано-Франківська область) — український церковний діяч, правлячий єпископ Мукачівської греко-католицької єпархії зі Згромадження Воплоченого Слова.

## Життєпис
Теодор Мацапула народився 21 серпня 1981 року в селі Крилос, Івано-Франківська область. У 2001 році вступив до новіціяту Згромадження Воплоченого Слова, продовжив навчання в Міжнародній семінарії Сан-Віталіано в Сеньї та в Центрі вищих студій святого Бруно Єпископа (2002—2008). 25 серпня 2007 року склав вічні обіти, а 10 лютого 2008 року був висвячений на священника.
Від 4 квітня 2008 по 6 лютого 2013 року призначений на служіння для греко-католиків у Російській Федерації. Священниче служіння звершував у м. Омську на парафії Покрови Пресвятої Богородиці та м. Саргатське Омської області на парафії святих Кирила та Методія. Також обслуговував вірних греко-католицького обряду в містах Хабаровськ та Владивосток.
З 2009 по лютий 2013 рік владикою Йосифом Вертом призначений виконувати обов'язки координатора (декана) для католиків візантійського обряду, території відповідної римо-католицькій єпархії Святого Йосифа в Іркутську (Далекий Схід).
Після повернення на Батьківщину продовжив служіння в Мукачівській єпархії. Був настоятелем парафії Різдва святого Івана Хрестителя у смт Дубове та Пресвятої Трійці у с. Красна Тячівського району. З 2013 по 2019 рік був Протоігуменом тодішньої Делегатури Зарваницької Матері Божої в Україні. З 2017 року — синкел у справах монашества Мукачівської греко-католицької єпархії.
У 2018 році отримав ступінь бакалавра гуманітарних наук у Прикарпатському національному університеті, а у 2022 році — ліценціата пасторального богослов'я в Українському католицькому університеті.
Окрім української, володіє італійською, іспанською, польською та російською мовами.

## Єпископ
8 травня 2024 року Папа Франциск іменував о. Теодора Мацапулу правлячим єпископом Мукачівської греко-католицької єпархії.
Єпископська хіротонія відбулася 16 липня 2024 року в Ужгородському Хрестовоздвиженському кафедральному соборі. Головним святителем був архиєпископ і митрополит Івано-Франківський Володимир Війтишин, а співсвятителями — архиєпископ і митрополит Пряшівський Йона Максім і дотеперішній Апостольський адміністратор Мукачівської греко-католицької єпархії Ніл Лущак.